# ΖΖガンダム
ΖΖガンダム（ダブルゼータガンダム、DOUBLE ZETA GUNDAM）は、「ガンダムシリーズ」に登場する架空の兵器。有人操縦式の人型機動兵器「モビルスーツ（MS）」のひとつ。初出は1986年のテレビアニメ『機動戦士ガンダムΖΖ』。
作中の軍事勢力のひとつである「エゥーゴ」の試作型可変MS (TMS) で、前作『機動戦士Ζガンダム』から登場するΖガンダムの直系の発展機。機体が3機の戦闘機に分離・変形するのが最大の特徴で、MS形態から1機の大型戦闘機に変形することもできる。頭頂部の大出力ビーム砲「ハイ・メガ・キャノン」をはじめとする強力な火器を多数装備し、劇中のMSの中でも屈指の攻撃力をもつ。劇中では、主人公ジュドー・アーシタがΖガンダムに次いでおもに搭乗し、「ネオ・ジオン軍」と戦う。
本記事では、その他映像作品やゲーム、雑誌企画に登場する派生機、系列機の解説も記述する。

## デザイン
ΖΖガンダムのデザインワークには、小林誠、明貴美加、岡本英郎、出渕裕、永野護、藤田一己、ビシャルデザインなどが参加した。合体・変形のコンセプトが決まった後には、サンライズによるデザインコンペが行われ、伸童舎（当時）の明貴のデザイン案が最も有力視された以降、そのコンセプトが基本となった。その後、番組のメインデザイナーに選ばれた永野が、主役機ΖΖガンダムのデザインも担当することになった。永野は明貴案を基にΖΖガンダムのデザインを進めていたが、スポンサーサイドと衝突して番組を降板し、代わって小林がデザインを担当することになった。小林は立体に強く、バンダイへのプレゼンテーションの際には自作のΖΖガンダムのフルスクラッチ完全変形モデルを持参して臨んでいる。また、デザインについては「頭には（宇宙戦艦ヤマトの）波動砲を付けて強そうに。MS形態は初代ガンダム、飛行形態はGアーマーに見えるように描いた」と述べている。伸童舎などのクリンナップを経てデザインは完成した。
機体色はこれまでのガンダムタイプと同様に白・赤・青のトリコロールを基調とするが、アニメ劇中では白の部分が若干緑がかった配色となっている。これは放映当時のプラモデル、および2017年発売の『MG（マスターグレード） 強化型ΖΖガンダム Ver.Ka』の成型色でも再現された。一方、頭部デザインは額にメガ粒子砲を搭載しているものの、顔を中心にΖ系ではなく初代ガンダム的な意匠に回帰している。
企画時はまだ『Ζガンダム』の続編という話だったために名前が決定しておらず、新ガンダムにはガンダムMk-III、オメガガンダム、ネオガンダムなどのネーミング案が存在した。さらに、その後の劇中では、「ガンダムΖΖ（）」という作品タイトルと同じ呼び名が使われたのに対し、『月刊ニュータイプ』をはじめとする各種メディアやプラモデルの製品名は「ΖΖガンダム（）」が正式名称になるという混乱が見られた。
小林は大量のデザイン案を残しており、後述するMSVなどにはこれらの準備稿デザインが参考にされている。また、永野の2つの案を自身の漫画『ファイブスター物語』に登場する予定のモーターヘッド（「ジュノーン」初期稿、「ワイツ・ミラージュ」）に流用したが、後の設定変更で結局は抹消されている。

### デザイン決定までの流れ
『Ζガンダム』の放映期間中、番組延長のために20人ほどのデザイナーに声がかけられ、"NEWガンダム"のラフデザインが描かれた。 
主なNEWガンダム案
αガンダム
永野護案。合体変形機構を持たず、当時永野がデザインしたリック・ディアスなどと同様に背中にバインダーを背負っている。
ゴッドガンダム
藤田一己デザイン。航空機形態の突撃型ゴッドバードガンダムに変形する。勇者ライディーンのパロディ。
ガンダムMk-III
コア・ファイターを中心に合体し、装備の換装で重戦車タイプと宇宙用になる。
オメガガンダム(1)（アサルトガンダム）
岡本英郎デザイン。シードガンダムを中枢にGフライヤーが合体・変形してガンダムになる。
オメガガンダム(2)
明貴美加デザイン。コアガンダム（ガンダムMk-III、上半身）とGアーマー（下半身）が合体してガンダムになる。ビーム・ライフルや脚部の形状がすでに決定稿のデザインに近い形をしている。
ネオガンダム
明貴美加案。コア・ファイターがA・Bパーツと合体してガンダムになる。AまたはBパーツ+コア・ファイターでそれぞれ2種のコア・ブースターとなり、別モードの合体でGフォートレスとなる。
1985年10月下旬の第1回デザイン会議で、約30点の候補の中から明貴によるネオガンダムのデザイン案のコンセプトが採用された。
続編の制作決定後、番組のデザインはすべて永野が担当することになり、ΖΖガンダムという名前も決まった主役機も彼がデザインすることになった。永野は2機の飛行メカ+コア・ファイターという明貴案のコンセプトをベースとしていくつかの画稿を描いたが、それらの案はA・Bパーツの変形に問題があり、立体化した場合に無理が生じるであろうとの理由からスポンサーのバンダイがOKを出さず、1986年1月に永野の降板が正式に決まった。
1985年の年末時点で、小林誠のもとへサンライズから「TTブレーンというオモチャのプランニング会社の出したコア・ファイター、A・Bパーツによりガンダムおよび各ファイターを形成するΖΖの変形案を翌年1月6日のコンペまでに完全なものにして欲しい」という連絡が来た。初めはコア・ファイターは要らないという話だったが、途中からコア・ファイターは必要でそれ以外にA・Bパーツにもパイロットが乗って脱出できるようにとオファーが変わった。9日に案を提出するとバンダイから「立体の方もやって欲しい」という連絡が来て、その時に変形の修正もしてもいいということになった。15日に最終稿を提出すると伸童舎に回され、岡本、明貴、アニメーターの北爪宏幸のクリンナップを経て決定稿となった。決定稿における上半身は構造から装甲までがほぼ小林案のままであるが、コア・ファイターと下半身は完全に明貴デザインの別物に変更された。
伸童舎（当時）の明貴は時間との厳しい戦いだったと語っているが、これはスポンサーであるバンダイのプラモデル設計スケジュールの都合であった。また、バンダイの小冊子『模型情報』によると、クリンナップしたのは北爪であるとされ、この校了がプラモデルの設計開始に間に合わず、プラモデル「1/144 ΖΖガンダム」の胸部形状が設定と異なってしまったと報じている。なお、準備稿ではGフォートレスに機首が無く、クリンナップ後にそれを知った小林が抗議した結果、サンライズの方で直して機首を追加した。
伸童舎（当時）の岡本は、本機の変形・合体システムの提案や頭部のクリーンアップを担当し、決定稿直前の頭身バランスが異なる画稿は岡本と明貴の合作であると、後年のインタビューで述べている。

## 開発経緯
宇宙世紀0080年代後半に、MS開発は激動期を迎える。ムーバブルフレーム構造を採用した「第2世代」から、変形機構を備えた「第3世代」、さらにニュータイプ (NT) 対応機能を備えた「第4世代」といったMS数世代分の進化がこの時期に集中している。一年戦争以降進められてきた公国系と連邦系の技術融合の恩恵もあり、MSの単機あたりの性能は大きく向上する。しかし、性能向上に伴う付加機能の方が脚光を浴び始め、MS本来の白兵戦用途の範疇を超える多様な機能が搭載されるようになり、徐々に巨大化を余儀なくされている。この時点でMSは進化の袋小路に入り、「恐竜的進化」を遂げつつあった。
こうしたグリプス戦役にかけて、アナハイム・エレクトロニクス（AE）社では新型ガンダム開発プロジェクト「G計画」が発足。複数の社内チームが設けられ、それぞれ並行する形で試作機が開発された。同計画は大別して「現行MS強化型（リック・ディアスなど）」、「TMS（メタスやΖガンダムなど）」、「TMS発展型（本機）」の3種類が競合していた。本機の開発計画そのものはΖガンダム完成の2年前から存在したものであったが、社内競争や製作の遅延から棚上げされていた。特に、技術的な観点ではジェネレーターやメガコンデンサーの実用化の目途が立たなかった事が開発を見送られた要因の一つとなっている。
そうした中、G計画はエゥーゴのジャブロー攻略を踏まえて「Ζ計画」に推移し、本機に先行してΖガンダムが完成する。しかしながら、実戦投入された後はティターンズが投入する新型機によって性能的優位は長続きせず、本機の開発が再開される。Ζ計画以前の機体であった本機もまた、当時AE社において進行中であったΖ計画で開発される運びとなった。まずはΖガンダムをはじめとする可変MSのコンセプトを発展させ、分離・合体という要素を加味した機構試作型としてプロトタイプが製造されるが、この時点では上下半身がそれぞれ2機の戦闘機に変形する機構となっている。しかし、同機は試験結果が好調ではなく、機体構成的に十分なジェネレーター出力が得られなかった。また、テスト中の事故を受け、コア・ブロック・システムの採用が提案されている。
こうして、グリプス戦役中に開発が再開されたものの戦時完成には至らず、その就役は第一次ネオ・ジオン抗争からとなった。プロトタイプを経て完成した本機は、リック・ディアス（別名「γガンダム」）から数えて6番目の「アナハイム・ガンダム」として「θ（）」の開発コードをもち、別名「θガンダム」とも呼ばれる。RX-78 ガンダムの再現のみならず、Gアーマーを加えた運用システムを単体で再現しようとしたものである。A、Bパーツそれぞれにジェネレーターや変形機構を搭載することで別個の戦闘メカニズムとしての運用を可能とし、効率的な展開能力を付与された。また、ムーバブルフレームやマグネットコーティングは標準で導入されている。
RX-78 ガンダムの発展形として「コア・ブロック・システム」が導入されている。理由の1つは、全天周囲モニターを兼ねた脱出ポッドの回収率が想定より低かったという信頼性の問題と、A・Bパーツおよびコア・ファイターの3パーツそれぞれに熱核反応炉を搭載することによる初期構想におけるジェネレーター出力の達成を踏まえての措置である。脱出ポッドの回収率は人的資源に乏しいエゥーゴにとっては大きな問題であり、コア・ファイターによる生還率は一年戦争時から高かった。
もう一つの理由は火力の充実である。大型艦艇をも凌駕する重火力MSに対抗するため、エゥーゴ首脳陣はAE社に50MW（）クラスの大出力ビーム兵器の搭載を要求した。また、同時に機動性維持の観点から全高を20m以内に収める要求も提出された。AE社の技術陣は小型・高出力のジェネレーターを開発したが、それでも要求を満たすにはやはり熱核反応炉3基分の出力を必要とした。2基での搭載にはMSの全高が25m以上必要だったため、A、B、コア・ブロックの3分割方式とされたのである。
こうして、ΖΖガンダムは宇宙世紀0088年3月3日にAE社でロールアウト、同年4月12日に実戦配備が行われた。その後は実戦投入から第一次ネオ・ジオン抗争終結に至るまで、「強化型ΖΖガンダム」や「フルアーマーΖΖガンダム」など、様々な強化がなされていった。
『マスターピース・ダブルゼータガンダム』における独自設定
本機の原案は、ティターンズにより立案された拠点防衛用の大型兵器「モビルフォートレス」計画における近接戦闘用「随伴機」である。当時最高水準の量産機であったジム・スナイパーIIの改造派生型に「モビルフォートレス」と同等の大型メガ粒子砲を搭載した増加装備を装着し、これを本体と有線接続する計画であった。しかし、自重の増大による機動性能の低下が著しかったうえ、近接戦闘時にはこのウェポンシステムを排除しなければならず、本末転倒の結果となった。そこで、有線接続を廃して「モビルフォートレス」本体と独立したパワープラントを備えた専用機へ計画は移行する。
この機体に求められた機能は、「標準サイズの機体に大出力のメガ粒子砲と重装甲を搭載し、なおかつ高機動戦闘を可能とする」というものだった。まず、ジム系の機体にシステムを装備したテスト機が用意され、さらには“次期ガンダム”（詳細は不明）をベースとしたテスト機が製作されるものの、大型ジェネレーターの搭載によるフレームへの過負荷が問題となり、前述の機動性低下の問題を解決するには至らなかった。結局、U.C.0087年初頭に「モビルフォートレス」は単機でMS形態へ変形可能なサイコガンダムとして完成を迎えたため、この時点でティターンズ主導による「随伴機」計画は断念される。しかし、計画に参加していた民間企業AE社は“次期ガンダム”の開発に並々ならぬ意欲を持っており、以降の計画の一切を同社が継承することとなる。そして、要求性能である「標準サイズの機体による大火力、重装甲そして高機動戦闘能力」というオーバースペックともいえる機能は新型ガンダム開発計画の目標として適用され、Ζ計画へ導入される。

## 設定解説
ΖΖガンダムはΖガンダムの直系の発展型となる。大出力のジェネレーターと火器を持つ機体であるが、機体全高は20m前後に収めるというエゥーゴの規格に基づいたサイズとなっている。本機の特徴のひとつは、合体・変形機構を備えた第3世代MSとしての特性にある。加えて、本機には（準）サイコミュ・システムのバイオ・センサーが搭載されており、第4世代MSの条件も満たす。これら複数の機能を盛り込んだΖΖガンダムは、他に類を見ない複雑な機体構造を抱えながらも、第一次ネオ・ジオン抗争における随一の高性能機として結実していたのである。
バックパックに搭載されるミノフスキー・イヨネスコ型熱核反応炉（エンジン）は、本来であれば航宙艦艇に搭載され、単基でその艦艇の全電力をまかなえるクラスのものである。MS形態時には加速用のメインスラスターユニットとして機能し、大型航宙艦艇並の推進力を機体にもたらす。
モビルアーマー（MA）形態からMS形態へ移行する際、腕部・脚部の大口径ノズルは機体内部に格納される。この際には総合推力が減少したように見えるが、余剰出力は全身に分散配置された姿勢制御スラスターへ供給され、実際に稼働するスラスター数は増加している。その他の機動ユニットとしては、腕部のシールド兼用のフレキシブル・ウイングバインダーや肩部のショルダースラスターバインダーなどを搭載する。機体各所には計32基のサブスラスターを搭載する。これは同時代の他のMSと比べ設置数及び分散率において突出しており、格段に素早い機位変更が可能であったとされる。
また、重層的な構造を持つ可動モジュールと装甲は、マグネット・コーティングを標準で施された各部のヒンジやスライドレールによって分離しつつ堅固に結びつき、本来矛盾する機能である柔軟性と堅牢性を同時に実現するとともに、瞬間的な機体の変形を可能としている。とりわけ、本機の脚部構造は複数の要求を満たす試行錯誤が結実したものであり、多数のスラスターを内蔵した上で歩行/機動ユニットとして高い完成度を有している。ただし、本機はシステム面での複雑化から、その整備性は劣悪なものとなった。生産性も悪化している。
装甲はガンダリウムγを使用した多重空間構造である。耐水圧性能も高く、至近距離でのMSの爆発にも耐えられるという。メガ粒子ビームの直撃を完全に防御することは不可能だが、バインダーはシールド並みの強度があり、万一の場合はこれを用いてコクピットへの被弾を防ぐ。
本機の機体管制システムにはNT対応のインターフェースとして、簡易サイコミュシステムであるバイオ・センサーが搭載されている。このデバイスはΖガンダムに搭載されたバイオ・センサーの改良型であり、脳波制御によって操縦系のサポートが行われることで機体の追従性が向上している。ただし、NT能力の低いパイロットが搭乗した際は、作動しないように保護機能が施されている。ΖΖガンダムにおいてはこのユニットをコア・ブロックに搭載しており、コア・ファイターごとにパイロットの脳波パターンを入力する事でバイオ・センサーのシンクロを向上させている。通常のサイコミュは主にコクピット周辺に搭載されるが、本機のそれはコア・ブロックのメインプロセッサーを中心として機体各部に端末が分散配置されている。このシステムはサイコミュのコンパクト化・高密度実装化の点で有利であり、ネオジオンのフルスペックのサイコミュと同等のレベルに達している。一方で、NTパイロットの搭乗を前提とした機体追従性は、本機の操縦難度を非常識なほどに高いものとしてしまっている。このため、非NTパイロットの搭乗を考慮してリミッターが設けられていたとする証言もある。
メンテナンス性についても、換装システムを利用して機体構造をユニット化することで換装・改修を容易にする措置がとられていたが、機体内部には複雑な構造を有する部位が多数存在するため、高度な技術と設備が要求される。また、高いジェネレーター出力や火器を持つ反面エネルギー消費が激しく、長期戦には向かないとされている。しかし、当時のMSはいずれの勢力の機体も同傾向にあり、また本機の場合は武装追加も可能であることから、十分な性能ともされる。実戦投入された本機は、単独でのアクシズへの潜入・帰還や砂漠地帯での数日間に及ぶ移動といった整備補給のままならない状況での作戦行動を遂行しており、十全な性能を発揮している。また、ブロック構造の恩恵によって、フルアーマーΖΖへの換装はネオ・ジオンの内乱に介入していた最中のネェル・アーガマ艦内で行うことができたうえ、この作業はメンテナンスに並行して数時間程度で完了したともいわれている（この作業はΖΖガンダムのオーバーホールも兼ねていたという）。更に、第一次ネオ・ジオン抗争で喪失したBパーツを新規建造のパーツで補ったZZ-GRへのレストアなども可能としている。

### 分離・合体
MS / MA形態時における機能分化はより徹底したものとなっており、各形態時に使用しないモジュールは極力最終装甲内に格納されるよう配慮されている。この機能は、いずれかの形態において損傷を被った場合、モード変換を行うことで機能を補うフェイルセーフ効果を機体に付与している。腕部・脚部のスラスター・ユニットはMS形態時には収納されるため、一見総合推力が減少するように見えるが、実際には機体各部に分散配置された小型スラスターが新たに稼動し、推力の分散によって効率的な機動が可能となるため、MSとしての機動力は向上する。逆に、MA形態時には推力が単一方向に集中するため、加速能力が飛躍的に向上する。
変形機構の採用による機構の複雑化というデメリットはあったものの、サブフライトシステムの支援を受けずに航空作戦へ移行し、距離的に隔絶した戦域への迅速な移動を単独で可能とする機能は、戦術兵器として以上に戦略的にも大きな意味を有していた。大気圏内において有力な地上戦力の支援が望めないエゥーゴにとっては、母艦に制限されない本機の作戦行動範囲と艦砲級の火力による拠点制圧能力は多大なメリットとなったのである。
巡航形態はGフォートレスと呼ばれ、強力な重戦闘爆撃機としての機能を持つ。
分離後の各パーツはいずれも共通の制御ユニットとしてコア・ブロックを兼用する設計であり、コア・ファイターを接続することで、それぞれコア・トップ、コア・ベースと呼ばれる戦闘機として運用可能である。
コア・トップには戦闘機としての、コア・ベースには攻撃機としての異なる機能が盛り込まれており、多角的な運用を可能とする。また、コア・ファイターを含め、各々が航空 / 航宙戦闘機として機能し、コア・トップ及びコア・ベースは状況に応じてドッキングし、GフォートレスまたはMS形態へ移行する。
出撃時に分離形態であれば、各パーツの操縦システムとなる3機のコア・ブロックは、合体起動時にはA・Bパーツのパイロットが不要となるため、余剰となる2機のコクピット（コア・ブロック）は中核となる1機を残して戦線を離脱する。コア・ブロックの兼用はエゥーゴの機体サイズ規格との兼ね合いでもある。
A・B・コア・ブロックは各々が独立した機動兵器であり、合体形態時には必然的に一部の機能やシステムが重複することとなる。このため、たとえ1つのパーツが不調であったとしても残りのパーツによる機能代替・補完がある程度は可能であり、機体全体としては稼動できる。また、これら3つのパーツはそれぞれに小型の独立した核融合炉を持っている。

#### Gフォートレス
本機の巡航形態であり、重力下での長距離飛行能力を有する重戦闘爆撃機としての運用が可能である。Gアーマーのコンセプトを踏襲した形態。武装が前面に、推進器が後方に集中しており、MS形態時と比べ、航続距離および加速性能が飛躍的に向上する。単独での大気圏突入能力はもたないが、3機に分離した際はそれぞれがMSクラスの火力をもつため、3機一組でハイザック1個小隊に匹敵する戦力となる。
本形態に特化した武装追加案（スーパーGフォートレス）も検討されている。

#### コア・ファイター
本機の運用システムの中核をなす機体であり、A、Bパーツの共通の制御ユニットとしても機能する。RX-78ガンダム用のコア・ファイターと区別するため「ネオ・コア・ファイター」とも呼ばれ、ゲームでは「コア・ファイター（ΖΖ）」と表記されることが多い。ドッキング時にはコクピットとなるキャノピー・ブロックを中心に、左右には熱核反応炉とスラスターを複合したユニットを配し、これに小面積のウィングを持たせることで小型戦闘機としての能力を持たせている。ドッキング時には主翼・垂直尾翼を収納、及びエンジン・ナセルを引き込み、機首を下面に180度回転することでコア・ブロックに変形する。
グリプス戦争期に採用された、リニアシートを用いた脱出ポッドは移動能力を持たないため、回収能力が当初の見積もりよりも低かったことから採用された。コクピット・ブロックは球形コクピットと同等の機能を有し、単体での生存性が十分に確保されている。サイコミュのメインプロセッサー、及び通常であれば頭部に搭載されるコ・プロセッサーもこのユニットに搭載されており、当時最高水準の演算能力を備えている。
機首及びエンジン・ブロック下部にランディング・ギアを有する。武装は2連装ミサイル・ランチャー2門と機銃（スペック表には記載されていないが、劇中で使用されている）。ΖΖガンダムを構成する3機のユニットにおいては最も小型であるが、第35話では機銃で推進器を狙撃することにより、重MSドライセンをベースジャバーから落としている。
なお、本機の後部にブースター・ユニットを装着した「コア・ブースターII」もデザインされたが、ラフデザインの段階で没になっている。
劇中での活躍
『ΖΖ』第7話でルー・ルカの乗機として初登場。アーガマへのΖΖガンダム配備以降は、3機のうち2機がコア・トップおよびコア・ベースのコクピットとして使用されるが、ジュドーがコア・ファイター単機で出撃し、ΖΖガンダム合体時にはコア・トップおよびコア・ベースのコア・ファイターが分離する場面がほとんどである（そのため、ガンダム・チームは全員本機の搭乗経験がある）。
第36話では、コア・トップおよびコア・ベースから分離した2機がダブリンでのコロニー落としの衝撃波に巻き込まれて飛行不能となり、放棄される。以降はΖΖガンダムのまま出撃している（それ以前もΖΖガンダムの状態での出撃は少なくない）が、第42話では再び複数のコア・ファイターが確認できる。

#### コア・トップ
Aパーツおよびダブル・ビーム・ライフル、コア・ブロックから構成される戦闘機形態で、通常はコア・ブロックをコクピットとして使用する。ダブル・ビーム・ライフルである機首にも予備のコクピットが設置されており、有視界戦闘が可能であるが、MS形態時には危険が伴うため、あくまでメンテナンスおよび緊急用とされている。ただし、こちらをコクピットとしてコア・ブロックなしで運用されることもあり、その場合は直接コア・ベースとのドッキングが可能（第28話）。なお、このコクピットからでもGフォートレスからMS形態への変形は可能である（第13話）。機首側面の左右2つずつのスリットは、60ミリバリカン砲であるともいわれる。
書籍『ガンダムMSグラフィカ』によれば、本機のコクピット配置には「強力なビームの指向性制御と精度の問題」が関わっているとされるが詳細は不明である。
劇中での活躍
『ΖΖ』第11話で初登場。宇宙に投げ出され、幸運にもラビアンローズに回収されたイーノ・アッバーブが同艦に用意されていた本機に搭乗、窮地に陥るΖガンダムを救うことになる（イーノは第28話でも搭乗）。その後はエル・ビアンノがおもに搭乗しているほか、第31、33話ではビーチャ・オーレグ、第18話ではミリィ・チルダーも搭乗している。第17話では、アーガマで捕虜になっていたキャラ・スーンが人質のシンタとともに脱走のために搭乗するが、コントロールを奪われて強制的にΖΖガンダムに合体させられ、失敗に終わっている。

#### コア・ベース
Bパーツおよびコア・ファイターによって構成される戦闘機。ドッキング時のバックパック（ミサイル、キャノン、そして熱核反応炉）をそのまま運用する攻撃機形態であり、充実した武装を備える。コア・トップと異なり、コア・ファイターなしでは運用できない。股間部と膝アーマーにランディングギアを有する。質量が大きく戦闘機としては大型の部類に入る。武装はダブル・キャノン（本形態では出力が3.2メガワットに低下する）、21連装ミサイルランチャー2基を装備し、コア・ファイターの武装もそのまま使用可能。
劇中での活躍
『ΖΖ』第10話で初登場。ルーがアーガマからコア・ファイターでラビアンローズに赴きコア・トップに先駆けて受領、アーガマの守りに就くジュドーのΖガンダムを援護する。当初はそのままルーが搭乗するが（第13話まで）、その後はイーノがおもに搭乗しているほか、第27-28話ではジュドー、第31話ではモンド・アガケ、第33話ではエルピー・プルも搭乗している。
最終話でΖΖガンダムの下半身、すなわち本機は失われるが、後述の3DCGアニメ『GUNDAM EVOLVE../10』では新たな機体（コア・ファイターを除く）が登場する。

### 武装
ハイ・メガ・キャノン
頭頂部に装備されている大口径メガ粒子砲。初期の資料では「ハイ・メガ（粒子）・キャノン」と表記され、『ΖΖ』第34話ではジュドーが「ハイ・メガ・キャノン砲」と呼んでいる。また、「ハイパー・メガ粒子砲」とする資料もある。
出力は50メガワットで、コロニーレーザーの5分の1に相当するとされ、MSがノン・オプションで最終装甲内に装備する武装としては最強クラスの威力を誇る。機体のすべてのジェネレーターをオーバーロード寸前まで稼働させて、発生するエネルギーを収斂させて発射するため、戦艦クラスの目標をも一撃で破壊する威力を発揮する。構造上バレルが短く射程も短いが、照射時間の長さと拡散効果によって、近距離帯で絶大な威力を見せる。ただし使用後は機体の機能が一時的に低下し、最大出力で発射した場合は機体がほぼ稼働不能の状況に陥る恐れもある。本兵装は、サイコガンダムの配備を知ったエゥーゴが、これに対抗するために要求したものといわれる。
『ΖΖ』劇中での使用回数は4回と少ない。最初に使用したのは第12話で、キャラ・スーンのR・ジャジャの両脚を破壊するが、直後にパワー・ダウンし、ハイパー・ビーム・サーベルも使用不能となる。第20話では、月面都市グラナダ上空でガザC 1機を撃破するが、巻き添えで宇宙港のハッチも破壊してしまう。第34話では、ダブリン上空でダナ・キライのバウを撃破するとともに、エンドラ級巡洋艦「サンドラ」の左舷をかすめ出力低下を引き起こし、撤退させている。最終話では、ハマーン・カーンのキュベレイとの一騎討ちでリミッターが解除され（バイオセンサーによるものとされるが、詳細は不明）、頭部が自壊するほどの出力で発射しているが、キュベレイはバリアを展開して大破を免れている。その後も本機はそのまま戦闘を継続し、ハイパー・ビーム・サーベルも使用している。
OVA『GUNDAM EVOLVE../10』でも使用しており、ドーベン・ウルフ1機を撃破している。また、『GUNDAM FRAG.』では、発射試験と思われる映像が見られる。
ダブル・ビーム・ライフル
本機の主兵装。初期の資料では「ダブル・（ビーム）・サーベル」と誤記され、放送当時のムックでも踏襲されたが、プラモデル付属説明書では「ダブル・ビーム・ライフル」に修正された。のちの資料では「2連装メガ・ビーム・ライフル」とするものもある。
小型のミノフスキー・イヨネスコ型熱核反応炉を内蔵しており、さらに本体からのエネルギー供給も可能であることから、1門当たり出力10.6メガワット、それが2連装となっている。ライフルの威力はメガ・バズーカ・ランチャー並みとされ、連射も可能となっている。更にマニュアル操作により、出力及びビームの収束率の調整が可能となっている。ただし砲身の消耗が激しく、200射ごとに交換を必要としたといわれる。
『GUNDAM EVOLVE../10』では、銃身でドーベン・ウルフのビーム・サーベルを受け止めている。
ダブル・キャノン / ハイパー・ビーム・サーベル
バックパックに2基装備。初期の資料では「ダブル・（ビーム）・キャノン / ハイパー・（ビーム）・サーベル」と表記され、前者はその後「ダブル・キャノン」で定着している。
バックパックに接続した状態ではダブル・キャノン、砲身をサーベルデバイスとして使用するとハイパー・ビーム・サーベルとなる。
ダブル・キャノン時はジェネレーター直結型のビーム砲として機能し、出力は10メガワットとダブル・ビーム・ライフルに迫る威力を有する。ΖΖガンダム時は『ΖΖ』第22話で使用する程度と頻度が少ないが、コア・ベースの主兵装としては用いられることが多い。ただし、同形態では出力が1/3程度に低下する。
ハイパー・ビーム・サーベル時は1.1メガワットと一般的なビーム・サーベルの数倍の威力を誇り、従来型の1.5倍の長さのビーム刃を形成してガンダリウム合金製の装甲を容易に破断することが可能である。初出撃では、MSのサイズを優に上回る岩塊を一刀両断にする威力を示している。
『GUNDAM EVOLVE../10』では、長大なビーム刃をさらに伸ばし、鞭のようにしならせて敵機を切断しているほか、手に持った状態でもビーム砲として使用している。
背部21連装ミサイル・ランチャー
バックパック上部に21連装ミサイル・ランチャーを2基搭載する。用いられる弾体は「AMA-13S」と呼ばれる熱誘導式小型ミサイルで、ロックオン時に目標のスラスターの噴射熱を記憶するため、太陽やフレア弾などの妨害を受けない。なお基部は規格化されており、別の装備に換装が可能となっている。
コア・ベースの重攻撃機としての火力の一端を担う装備でもある。
ダブル・バルカン
頭部に内装。額部（こめかみ）と側面インテーク部にそれぞれ2門の計4門が確認できるが、スペック表では「×2」とされる。口径は60ミリとされるが、額部のものを60ミリ、インテーク部のを90ミリとする資料もある。装弾数は400発。本機の頭部はハイ・メガ・キャノンを装備しているため損耗率が高く、頻繁にアップデートもされており、バルカン砲はたびたび設計変更を受け、時期によって口径や装弾数、装備位置まで変更されたともいわれる。威力は低いが、牽制や近接防御に使用される。
『ΖΖ』劇中では使用している場面は確認できないが、『GUNDAM FRAG.』では地上で車両に発砲し撃破している場面が見られる。この時のバルカンの光条は2つとなっている。
ウイング・シールド
両前腕部に装備されており、MS形態ではシールド、Gフォートレスおよびコア・トップ形態時には主翼となる。前腕部のウェポン・ラッチに接続されており、着脱が可能なため投擲武器として用いられた場面もある。中折れ式で一般的なシールドに比べて防御面積は狭いが、数発のビームの直撃にも耐える性能を有しており、ビーム・サーベルを受け流すことも可能。なお、2枚重ねにした場合は単機能のシールドよりも耐弾性に勝る。

### 劇中での活躍
第一次ネオ・ジオン抗争
グリプス戦役終結後、エゥーゴの巡洋艦アーガマはサイド1・1バンチのコロニー「シャングリラ」へ寄港する。その際、疲弊した戦力を補うため、ジュドー・アーシタをはじめとするシャングリラの少年少女たちを新たなクルーとして招き入れる。同時にアーガマはΖΖガンダムの中枢であるコア・ファイターをラビアンローズより受領する。出航後、さらにBパーツであるコア・ベースを受領し、配備する。その後の戦闘で、アクシズ士官マシュマー・セロの搭乗する重MSハンマ・ハンマの攻撃でΖガンダムが稼動不能となる。この際、ジュドーの仲間であるイーノ・アッバーブが最後のパーツであるコア・トップを搬送しつつ、戦闘空域に到着する。ジュドー搭乗のコア・ファイターは、戦闘中にコア・トップ及びコア・ベースとの合体を実施し、新型MSΖΖガンダムへ変形する。この初戦でΖΖガンダムは圧倒的な威力でハンマ・ハンマを撃破する。以後、ΖΖガンダムはいわゆるガンダム・チームの中核として、第一次ネオ・ジオン抗争下で実戦運用される。
実戦配備されたΖΖガンダムは、主席パイロットとなったジュドーの才覚もあり、R・ジャジャやバウといったアクシズのエース機を次々と撃破していく。ジュドーはΖΖガンダムを巧みに操り、ネオ・ジオンのニュータイプ少女エルピー・プルが搭乗するニュータイプ専用MSキュベレイMk-IIとの交戦時には、ファンネルによる攻撃にも怯まず応戦している。アクシズ随一のベテランパイロットであるラカン・ダカラン駆るドライセンによる急襲を受けた際には、ジュドーはラカンの卓越した技量の前に苦戦するものの、仲間の助けもあり、これを退けている。
地上へ降下した後、ΖΖガンダムはネオ・ジオンによって制圧された連邦議会都市ダカールを目指し、ガンダム・チームと共に砂漠を横断する。途中、幾度か旧ジオン残存兵力の手錬たちの操る局地戦用MS部隊による襲撃を受けるものの、ΖΖガンダムは過酷な環境下においても戦い抜き、これらを打ち破っていく。
ネオ・ジオンはダブリンにコロニー落としを実行し、避難民救出のためにコア・ファイターで出撃したジュドーは、ラカン・ダカラン率いる制圧部隊と遭遇する。新型の重MSザクIIIを操るラカンは合体中の隙を突いてジュドーのコア・ファイターに迫る。その際、カラバを指揮するハヤト・コバヤシの援護により、ΖΖガンダムは辛くも合体に成功するが、ハヤトの機体はラカンによって撃墜される。ジュドーは怒りを爆発させ、ラカンとの壮絶なドッグ・ファイトを展開する。しかし、直後にコロニーが地表に落下し、周囲は閃光に包まれる。爆風の中、ラカンはなおもΖΖに襲い掛かるが、ジュドーの気迫はラカンを圧倒し、これを退ける。それと前後し、ネオ・ジオン巡洋艦サンドラからサイコガンダムMk-IIがアーガマ追討のために出撃する。そのコクピットにはエルピー・プルの双子の姉妹に等しい強化人間プルツーが座していた。ΖΖガンダムはサイコガンダムMk-IIとの空中戦を展開するが、熱核反応炉の過熱が限界値に達し、出力が低下し始める。徐々に劣勢に追い込まれ、サイコガンダムMk-IIの一斉砲撃がΖΖガンダムを襲った際、プルのキュベレイMk-IIが両機の間に介入する。キュベレイMk-IIはΖΖガンダムの盾となって直撃を受け、爆散してしまう。プルを失ったジュドーの怒りに応じてΖΖガンダムのパワーは上昇し、サイコガンダムMk-IIを撃破する。
再び宇宙へ上がったΖΖガンダムは、新造戦艦ネェル・アーガマを新たな母艦とする。ジュドーはパイロットとして成長を遂げ、高機動の新型MAジャムル・フィンや、サイコミュ兵装及び重火力を有する重MSゲーマルクを退ける。
ネオ・ジオン勢力の内紛もあり、凄絶な殲滅戦の様相を呈する第一次ネオ・ジオン抗争終盤、その決戦を控えた時期にΖΖガンダムはフルアーマーΖΖガンダムへの換装を受ける。ラカン操るインコム・システム搭載の重MSドーベン・ウルフを一蹴し、プルツーの搭乗するニュータイプ専用巨大MSクィン・マンサと対峙してその攻撃を封じ、沈黙させる。
第一次ネオ・ジオン抗争最終局面においてはフルアーマーパーツを外し（強化型ΖΖガンダムを参照）、ネオ・ジオンの指導者ハマーン・カーンの搭乗する旗機キュベレイとの一騎討ちに臨む。最終的に両者のビーム・サーベルが交錯し、左腕と左脚を切断されるもキュベレイの下半身と両腕を切断、敗北を認めたハマーンの自爆により戦いは幕を閉じる。その後、爆炎に包まれるモウサを脱出する際にコア・ファイターに分離して脱出を図るが、Aパーツが分離出来ず危機におちいる。しかし、収容されたプルツーの指す地点にネェル・アーガマがハイ・メガ粒子砲を撃ち込むことで突破口が開かれ、ジュドーは無事に帰還する。
ジュドー以外では、ビーチャ・オーレグが3回ともっとも多く搭乗しており、第32話ではエース・パイロットとしてもてはやされるジュドーをやっかみ、無断で搭乗し出撃するも扱いきれず行動不能となる。ほかに第19・43話でも搭乗しているが、戦闘には参加せずにジュドーと交代している。次いでルー・ルカが2回、いずれもジュドーが状況的に運用面の優位なΖガンダムを選択した際に、代わりに搭乗している（第23・31話）。それ以外では、第25話でイーノ・アッバーブ、第26話でエル・ビアンノ（Gフォートレス形態のみ）、第34話ではエルピー・プルも搭乗している。
その後
第一次ネオ・ジオン抗争終結後、ハマーンとの決戦で失われたBパーツ以外は木星へ旅立つジュドーとともにジュピトリスIIに搬入され、下半身は仮設のメカニズムに換装して運用される（ZZ-GRを参照）。のちに地球圏に残ったリィナ・アーシタが「バースデー・プレゼント」として新規に製造、ジュピトリスIIへとコンテナ移送されたコア・ベース（Bパーツ）が地球圏から届けられ、本来の性能を取り戻している。以降本機は、木星の高重力環境でも支障なく稼働したとされる。
上記のほか、ΖΖガンダムのその後を描いた作品としては漫画『機動戦士ガンダム ムーンクライシス』がある。本作ではGフォートレス形態で敵機に囲まれた主人公のゼータ・プルトニウスを救援してハイ・メガ・キャノンで無人機群を薙ぎ払い、「ダブルゼータ（「重装型」と表記）もこういう時は使いでがある」と評されている。

## バリエーション

### ΖΖガンダム試作機
ホビージャパン発行の雑誌「ゲームぎゃざ」の読者参加型ゲーム『機動戦士ガンダム G-STRATEGY』に登場（型式番号：MSZ-010）。
MSZ-010としては最初に生産された機体である。プロトタイプΖΖガンダムとは異なり、武装はΖΖガンダムに準じたものが装備されているが、ジュドーの搭乗したΖΖガンダムと同一仕様機であるかどうかは不明。少数が配備されたようであり、肩部アーマーが簡略化され、百式と同型のビーム・ライフルを装備したアムロ専用機とうかがえる機体も確認されている。

### 強化型ΖΖガンダム
メカニックデザインは明貴美加。明貴は本機を自分なりにリファインしたΖΖガンダムであるとしている。設定上はフルアーマーΖΖガンダムの増加パーツを除去した姿であるが、『ΖΖ』でフルアーマーが登場した次の第47話（最終話）に登場するΖΖガンダム（増加パーツは外している）の外観は従前のものと変化はなく、実質的に本仕様は劇中に登場していない。型式番号はMSZ-010Bとされることもあるが、これはフルアーマーΖΖガンダムの当初の型式番号がFA-010Bであったことの名残である（のちにFA-010Sに変更、詳細は後述）。
設定解説
ネオ・ジオン軍のクィン・マンサに対抗するため、ランドセルの大型化やジェネレーターの出力増大、耐ビーム性能に優れた装甲への換装など、細部にわたって改修をおこなった機体。また、腰部スカート・アーマーや膝部装甲、ふくらはぎ部スラスターノズルの形状などにも変更が加えられていたとみられる。
バックパックは大型に伴い、熱核ジェット・エンジンが4発に増えているほか、ミサイル・ポッドが伸長されている。脚部や肩口のスラスターも強化を受けており、これらの大推力によって強化型ΖΖガンダムは高重力の木星圏においても優れた機動性を発揮している。
武装
ハイ・メガ・キャノン、ダブル・バルカン、ダブル・ビーム・ライフルおよびダブル・キャノン（ハイパー・ビーム・サーベル）はΖΖガンダムと同じものを引き続き使用。
18連装2段階ミサイル・ランチャー
バックパック上部に備える2基のミサイル・ランチャーは強化型ΖΖガンダムへの換装に際して大型化され、従来の21連装から18連装の2段階方式に変更されている（使用されるミサイルは通常仕様と同じAMA-13Sだったとみられる）。1回の発射数は減っているが再発射が可能となっているため、総合的な火力は向上していたといえる。
アクシズ内部の戦闘でクイン・マンサに向けて発射、弾幕を形成し、全弾命中したものの効果的なダメージは与えられなかったが、爆発にまぎれて肉薄することに成功している。

#### ZZ-GR
OVA『GUNDAM EVOLVE../10』に登場。「ズィーズィー・ジーアール」と読む（型式番号：MSZ-010S）。メカニックデザインは一式まさと。
第一次ネオ・ジオン抗争終結後、ΖΖガンダムはハマーン・カーンとの戦闘でBパーツ（下半身）を失いながらも帰還を果たす。その後、木星に旅立ったジュドーは残った部位を修復し、代用のBパーツと組み合わせ、ZZ-GRとしてジュピトリスIIで運用している。現地改修機に分類されるが、Bパーツに内蔵されていた大型ジェネレーターが失われた状態のため、機体出力が大きく低下しているなど、原型機の性能は維持できていない。このため、ハイ・メガ・キャノンの使用が可能だったかどうかも不明である。なお、この代替パーツ以外の箇所は装甲形状が一部変化しているが、これも戦後の改修によるものである。コクピット周辺も改修されており、全天周囲モニターおよびリニアシートを搭載。ベース機と比較すると居住性が格段に向上している。
上記の通りコア・トップとコア・ファイターの熱核反応炉のみで稼動しているとはいえ、戦闘にも対応可能。ただし、バックパックは仮設のメカニズムを使用しているため、宇宙での長距離移動にはサブフライトシステムを用いている。
宇宙世紀0090年10月10日、ジュピトリスIIの哨戒任務中に発生したネオ・ジオン残党との戦闘で推進剤が枯渇してしまい、帰艦不能となるが、付近に接近していたリィナからの「バースデー・コンテナ」に積載されていたコア・ベース2号機と、下半身の換装に成功。強化型ΖΖガンダム本来の力を発揮し、追撃してきたドーベン・ウルフ隊を一掃している。

### フルアーマーΖΖガンダム
『機動戦士ガンダムΖΖ』第46話にのみ登場。メカニックデザインは明貴美加。演出家から、通常装備のΖΖガンダムではクィン・マンサに勝てるわけがないので、何かアイデアはないかと訊かれフルアーマーを提案したところ、監督の富野からもあっさりOKが出たとのこと。
設定解説
ΖΖガンダムは分離・合体・可変MSであるために関節部や各部装甲が貧弱であり、腹部のコア・ブロックが露出する構造でもあることからその脆弱さが懸念されており、設計段階から装甲強化の増加パーツが考案されている。また、配備されたネェル・アーガマでの運用で、分離・合体・可変機構の必然性が低下したため、MS形態でのフル・チューンがほどこされる。各接合部を中心に12か所にわたる増加パーツが追加されたうえ、機動性を損なわないようにスラスターも増設されている。これにともないプロペラント量も増大しており、脚部パーツに搭載される。また、増加装甲はガンダリウム・コンポジットによる多重空間構造となっている。
なお、前腕部装甲を装着する際には、ウイング・シールドを基部ごと取り外す。この前腕部装甲にはジョイントが配されており、通常はダブル・ビーム・ライフルを右前腕部に、3連装ミサイル・ポッドを左前腕部に装備するが、両腕をミサイル・ポッドに換装することも可能だったとされる。
設定の変遷
当時、大日本絵画の雑誌「モデルグラフィックス」における小説及び模型の連動作品『ガンダム・センチネル』はまだ企画段階であり、詳しい設定は固まっていなかった。そのため、まずは第1弾として『1/144 FA-010-B フルアーマーΖΖガンダム』が発売されることとなったが、強化型ではない「1/144 ΖΖガンダム」に（説明書に掲載されたイラストは強化型ベース）『モデルグラフィックス』1987年4月号に掲載された牛久保孝一による1/100キット改造作例と同じホワイトで塗装された増加装甲とハイパー・メガ・カノンが装備された状態の機体として発売された。その後にFAZZの設定が固まり、デザインが変更されたうえに型式番号がFA-010-Aとなった。さらにテレビアニメ版のフルアーマーΖΖガンダムの型式番号はFA-010Sに変更され、区別されるようになった。
胸部にIフィールド発生機構を装備するとの資料もあり、2000年にバンダイより発売されたプラモデル「1/100 マスターグレード フルアーマーΖΖガンダム」及び「FAZZ」に付属するインストには、フルアーマーΖΖガンダムとFAZZはEx-Sガンダムと同様のIフィールド・ジェネレーターの搭載となっている。
武装
本体武装は強化型ΖΖガンダムと同様。
ダブル・ビーム・ライフル
フルアーマーΖΖガンダムにおいては、右前腕部の増加装甲に設けられたコネクタージョイントに装着され、腕部の固定兵装として扱われる。その構造によって携行兵装として用いる場合よりも連射性能が向上していたといわれる。
腹部ハイ・メガ・キャノン
腰部前面のユニットに装備。出力は50メガワットと頭部のものと同等の威力を誇るが、簡易的な構造のため1発のみ発射可能。エネルギーはバックパックのジェネレーターより供給される。
発射回数に制限があったとはいえ威力的には問題なく、アクシズを巡る総力戦での使用が確認されている。
腕部3連装ミサイル・ポッド
前腕部ユニット甲に装備。3連装で、コア・ファイターに搭載されているものと同型のミサイルを8発装填する。ミサイルが小型のため威力は高くなかったが、腕部の稼働により柔軟な射撃が可能。
劇中ではドーベン・ウルフ（ラカン機）やクィン・マンサにこれらのミサイルを多数直撃させているが、そのどちらにも目に見える損傷を与えることは叶わず、牽制程度にしかなっていない。
肩部6連装スプレー・ミサイル・ランチャー
肩部増加装甲の前面には角筒状の6連装スプレー・ミサイル・ランチャーを左右1基ずつ装備する。これは選択式のオプション装備だったとされる。発射口は進行方向に向く構造で、牽制などを想定していたと思われる。
胸部マイクロ・ミサイル
胸部増加装甲の左右にミサイル用センサーと共に内蔵。片側につきネオ・コア・ファイター用のミサイル8発とAMA-13Sミサイル2発の計10発が装填されていたという。
劇中では使用されていない。
ハイパー・メガ・キャノン
劇中未登場。
バックパック右側のミサイル・ポッドを取り外すことにより、出力79.8メガワットのハイパー・メガ・キャノンを装備することも可能であるが、実戦には使用されていない。装備したままでの変形も可能。FAZZが運用するハイパー・メガ・カノンと同型である。
『スーパーロボット大戦シリーズ』や『機動戦士ガンダム EXTREME VS.』などのゲーム作品においては、本兵装を装備したフルアーマーΖΖガンダムが登場する。

#### FAZZ
雑誌企画『ガンダム・センチネル』が初出。明貴がデザインしたフルアーマーΖΖガンダムをカトキハジメがリファインしたものである（頭部アップデザインのみあさのまさひこ）。当初はフルアーマーΖΖガンダムと明確に区別されていなかったため、FA-010Bという型式番号であったが、のちに変更されている。詳しくはフルアーマーΖΖガンダムを参照。
設定解説
ΖΖガンダムのフルアーマー・システムを評価するために試験的に開発された機体。"Full Armor ΖΖ" の略であるFAZZ（ファッツ）は制式名称ではなく関係者やパイロットが与えたニックネーム、型式番号も建造後に付与された便宜上のものである。
外見はフルアーマーΖΖガンダムに酷似しているが、フルアーマー状態の性能試験のみを目的とする機体にすぎないため、増加装甲の着脱はできず変形・合体、コア・ブロック・システムも省略された根本的に異なるMSである。外装部にはガンダリウム・コンポジットを使用しているものの、実際のフルアーマーと比較してワンランクは劣る素材を採用しているうえ、対ビームコーティングは施されていない。背部ビーム・カノンからはハイパー・ビーム・サーベルの機能がオミットされているだけでなく、姿勢制御バーニアも22基と劣っており、近接戦闘能力については割り切られた設計。更に頭部と腹部のハイ・メガ・キャノン（と上段の頭部バルカン砲）はバランス調査用のダミーに過ぎないなど、フルアーマーΖΖガンダムに及ばない部分が多々ある。このため、FAZZはガンダム型ではあるが純然たる重火力支援機と考えた方が良く、その総合性能はパイロットから“ハリボテ”と呼ばれるのも無理からぬものとされる。なお、ΖΖガンダムとは形状が異なる頭部と足部は、社内コンペティションに敗れた試作品を流用したものとの説も唱えられている。
ロールアウトはΖΖガンダムの半年前におこなわれている（このため、フルアーマー化はΖΖガンダム開発当初から企図されていたという説がある）が、出自が異なるモデルも存在したようで、最初からFAZZとして建造された機体、汎用フレームを用いた機体、ΖΖガンダムへの改装を想定した機体などが該当する。
本来は運用試験に回される予定であったが、ニューディサイズの蜂起により、実戦に参加することとなる。
武装
ダブル・ビーム・ライフル
ΖΖガンダム / フルアーマーΖΖガンダムの主兵装となるダブル・ビーム・ライフルは、FAZZでは副砲としての機能を担う。オリジナルに比べて出力は抑えられているものの、砲身の負担に問題のあった面については信頼性が向上。戦況によってはハイパー・メガ・カノンを排除し、この装備によって機動戦を展開することもある。銃尾のコクピット部はダミー。
背部ビーム・カノン
エネルギーCAPを用いた大口径ビーム兵器で、出力は12メガワット。比較的コストパフォーマンスが高く、Sガンダムに装備されるものと同一のもの。前述の通り、ハイパー・ビーム・サーベルとしては機能しない。
ゲーム『機動戦士ガンダム バトルオペレーション2』ではハイパー・ビーム・サーベルに変更されており、監修の徳島雅彦によるとゲーム内に登場する民間軍事会社連合「P.M.U.」が独自に換装したものとされる。
腹部ハイ・メガ粒子カノン（ハイ・メガ・キャノン）ダミー
腹部に装備予定であったが、試作機ゆえにダミーとなっている。エネルギーサプライケーブルは実用品で、射軸制御や増加装甲内のシステムチェックなどに援用されたといわれる。
AMA-13S 8連ミサイル・ポッド
バックパック左部に装備する。ハイパー・メガ・カノン非装備時には右部にも装備可能。
腕部3連装ミサイル・ポッド
機体と一体化されており、取り外せない。
肩部6連装スプレー・ミサイル・ランチャー
左肩に装備する、取外し可能武装。ハイパー・メガ・カノン非装備時には右肩にも増設可能。
胸部マイクロ・ミサイル
腕部用と同じAMA-09Sミサイル（2×2発）、パックパック用と同型のAMA-13Sミサイル（8×2発）を胸部装甲内に搭載している。ミサイル内蔵区画が空間装甲として機能するほか、高出力ビームへの対抗策として短時間のみ有効なIフィールド・ジェネレーターの搭載を示唆した資料がみられるほか、マルチセンサーアレイを搭載するとの説もある。
ハイパー・メガ・カノン
FAZZの主兵装となる強大な火器で、出力は79.8メガワット。ΖΖガンダムの頭部ハイ・メガ・キャノンの約6割増しの出力を持ち、数秒のインターバルで連射が可能。ただし、発射可能数は多くなく、機体のジェネレーターにかかる負担も大きい。戦況によっては基部ごとパージし、ダブル・ビーム・ライフルをメインとした高機動戦闘に移行することも可能。
劇中の初戦ではゼク・アインとのMS同士による長距離砲戦を展開し、相対したジョッシュ・オフショーを「艦砲射撃かッ！」と驚愕させる威力を見せる。しかしながら、FAZZであっても数万kmオーダーでの戦闘は確実性に欠けており、ジェネレーターが出力低下を起こすまで砲撃を続けるも直撃弾は与えられずに終わる。
劇中での活躍
3機がα任務部隊に配備され、戦力として用いられると共に実用評価試験がおこなわれた。エアーズ市の攻防戦においてガンダムMk-Vと遭遇し、同機のパイロットブレイブ・コッドの圧倒的な技量の前に全機が撃墜された。この際、04号機のシン・クリプトは脱出に成功したものの、05号機のジョン・グリソム、06号機のロバート・オルドリンの両名が戦死している。

#### スーパーGフォートレス
プラモデル『1/100 ΖΖガンダム』付属説明書が初出（名称は「Gフォートレス武装強化案」）。「スーパーGフォートレス」の名称や型式番号はムック『GUNDAM WARS II MISSION ΖΖ』より。
本機単体での作戦能力を向上するために考案され、高速巡洋艦並みの能力を獲得することが可能とされる。MS形態に変形する際にはミサイル・ポッドとプロペラントタンクを排除する。高性能ゆえに活躍が期待されるが、本体がそのパワーに追従できず改良の憂き目に会い、フルアーマーMSモードのFA-010Xとして出撃することが多かったという。
追加武装
ハイパー・メガ・ランチャー
バックパック右側に装備される大型のビーム兵器（ミサイル・ポッドが外されているかは不明）。FAZZやフルアーマーΖΖガンダムのハイパー・メガ・カノン（キャノン）と同型で、出力も79.8メガワットであるが、MS形態ではバックパックから外して携行するとされる。
ミサイル・ポッド
両肩の前後に異なるユニットを1基ずつ、計4基装備。AMA-35S型ミサイルを21×2発装填する。MS形態では排除するが、そのままでも変形は可能（肩部スラスターは使用できない）。
肩前面のミサイル・ポッドはもともと、第23話の大気圏突入時にΖΖガンダムがバックパックを外して運用される予定であったことからオプションとして設定されたが、実際には使用されなかった。これをコア・トップ用の追加装備とする資料もあり、4基を装備する（計44発とされる）。
ミサイル・ランチャー
バックパック左右に装着されるプロペラントタンク側面に2門ずつ装備。AMF-37H型ミサイルを装填する。また、必要に応じてコア・トップの主翼にもミサイルを装備可能である。

#### フルアーマーΖΖガンダム最終実験機
「電撃ホビーマガジン」の雑誌企画『ソロモンエクスプレス2 THE MYSTERY OF PSYCHOMMUN-SYSTEM』に登場（型式番号：FA-010E）。「ΖΖ-00」とも呼ばれる。
FAZZに続いて1機が試作されたフルアーマーΖΖガンダムのプロトタイプ。FAZZとは異なりコア・ブロック、上部パーツ、下部パーツの分離合体機能が実装されている。サイコガンダム系列から受け継がれたサイコミュシステムが全システムの管制に用いられているが、これはサイコガンダムのものから能力を40パーセント以上低下させてなお暴走が危惧されるような代物であり、サイコミュシステムを各パーツに分散配置することによってMS形態以外ではサイコミュが稼動しないようにされているほか、MS形態での輸送時のために専用のパーツを取り付けた運搬拘束形態も用意されていた。
25基の核融合炉を武装用ジェネレーターとして搭載しており、これを用いて16基の高出力メガビーム砲や頭部のハイ・メガ・キャノン試作型、右背部の試作強化型メガランチャー、Iフィールドを用いたビーム回避シールド装置などを稼動させるほか、サイコミュで両腕の遠隔操作が可能なビームハンド装備型ジェネレーターポッドや、胴体部に備えられたインコムでオールレンジ攻撃を行うことも可能。また、推進系にもIフィールドを応用した反重力効果装置が採用されるなどしており、理論上は光速の10パーセントまで加速できる性能を得ている。
全力運転試験時に暴走事故を起こし、試験に参加していたΖプラスS2型全機を撃破するなどの多くの被害を生じさせ、最終的には光速の8パーセントの速度を出して行方不明となった。その後、木星軌道上で漂流しているのが発見され、回収された後は厳重に封印されている。なお、完成形のフルアーマーΖΖガンダムの性能が本機より低いのは、本機のような暴走を恐れてサイコミュなどの能力がさらに低下させられているためとされている。

### ΖΖガンダム（ハイパー・ギガ・カノン装備）
アプリ『機動戦士ガンダム U.C. ENGAGE』に登場。ΖΖガンダムに上記のハイパー・メガ・キャノンよりも大型のハイパー・ギガ・カノンを装備した状態。
ハイパー・ギガ・カノンの全長がΖΖガンダム本体を余裕に超えており、運用のための追加ユニットを装備している関係上Gフォートレスへの変形は不可能であり、ハイパー・ギガ・カノンを使用するためには機体の全出力を回さなければならない。

## プロトタイプΖΖガンダム
メカニックデザイン企画『M-MSV』で設定された機体。初出は『SD CLUB』第10号。
ΖΖガンダムの機構試作型として製造された。ただし本機の時点ではコア・ブロック・システムを採用しておらず、分離して上半身がGトップ0型、下半身がGベース0型の2機の戦闘機となる。そのまま上下に合体してGアーマー（Gフォートレス）となるが、この形態からMSに変形させるためには一度2機に分離させる必要がある。また、武装もこの時点では装備・携行されていない。
デザインは大河原邦男が、小林誠によるΖΖガンダムの初期デザインをもとにおこなっている。
作中での活躍
『ガンダムマガジン』No.3掲載のみやぞえ郁雄の漫画「始動せよ！ΖΖガンダム!!」では、AE社のレシル博士が開発に携わり完成する。テスト・パイロットのイブンによる初の有人試験がMS形態で行われるが、制御不能となって暴走する。イブンはコア・ファイター（のちのΖΖガンダム用と同型）で駆けつけた整備士である兄アーリーの手に救出されるが、機体は爆発する。この事故により、ΖΖガンダムにはコア・ブロック・システムが採用されることになる。
また、『SD CLUB』第10号掲載の境秀樹の短編小説「モビルスーツコレクション・ノベルズ Act.3 宇宙の咆哮」では、エゥーゴのアイン・ラベル准尉とマイク・シュミット中尉によるテスト中にティターンズの部隊と遭遇し、戦闘中にMS形態へドッキングするが、武器を持っていないため、格闘戦をおこなう。新型のビーム・ライフルを受け取るが、試作品ゆえにわずか4度の射撃で暴発し、右腕を破損している。

### プロトタイプΖΖガンダムB型
『M-MSV』でプロトタイプΖΖガンダムと同時に設定された機体。「2型」とする資料もある。
各種試験が終了したプロトタイプΖΖガンダムにコア・ブロック・システムを導入し、新開発の高出力小型ジェネレーターを搭載したもの。これにより出力は倍以上に向上している。併せて各種武装が追加され、頭部を試作型ハイ・メガ・キャノンを装備したものに交換、背部にハイパー・ビーム・サーベル兼用のダブル・キャノンが装備されている。さらに試作型のダブル・ビーム・ライフルを携行する。これら高出力兵器の実用化の遅れにより、ΖΖガンダムのロールアウトはティターンズとの決戦終了後になってしまう。

### プロトタイプΖΖガンダム（ナイトロ搭載型）
漫画『機動戦士ガンダムU.C.0096 ラスト・サン』に登場。
プロトタイプΖΖガンダムの2号機（B型）にナイトロ・システムを搭載した機体。サイコミュにより、リバウのようにGトップゼロからGベースゼロを遠隔操作することが可能となっている。
宇宙世紀0096年に地球連邦軍の特殊介入部隊「フレスベルク」に配備されているが、のちにパイロットのゼナイド・ギャルが「袖付き」の「ブランダムール」隊に寝返り、Gベースゼロにジャッキー・ジェノが搭乗する。
なお、『コミックボンボン夏休み増刊号』（1997年）掲載の服部健吾の漫画「機動戦士ガンダムΖΖ外伝 悪夢の戦場」に登場するプロトタイプΖΖガンダムB型の型式番号も同じくMSZ-009BXとされるが、両者の関係は不明。宇宙世紀0088年にアナハイム社フォン・ブラウン工場を拠点に、ラルフ・マクダウェル少尉をテスト・パイロットとして各種試験をおこない、実戦配備中のΖΖガンダムにデータをフィードバックさせている。機体形状はかなりアレンジされており、ダブル・ビーム・ライフルなしでも変形が可能となっている（股間部に機首がある）。
月の裏側の試験演習場で、行方不明になっていたエゥーゴのハイザックやジムII、フルアーマー百式改の襲撃を受けるが、いずれもコクピットは無人であった。最後に出現したプロトタイプサイコガンダム大型化試作機に両腕を破壊されるが、ハイ・メガ・キャノンですべての敵を消滅させる。しかし、オーバーヒートによって頭部が自壊する。

### ヘッジホッグ
HEDGEHOG
漫画『機動戦士ガンダム ヴァルプルギス』の連載に先駆けて『ガンダムエース』2016年10月号からおこなわれた公募企画において、読者から投稿されたイラストが採用され、大河原によってクリーンアップされカラー画稿が描かれた（型式番号：MSZ-009H2）。企画の趣旨は「君が考えたガンダムが漫画になる」という触れ込みであったが、『ヴァルプルギス』では後継機のファーヴニルが登場し、ヘッジホッグは原型機として名称やその由来（背部にハリネズミのように武装が集中している）に言及されるのみであった。2機の戦闘機への分離が可能となっている。

#### ヘッジホッグ（ヴァルプルギスEVE版）
『ヴァルプルギス』の前日譚『機動戦士ガンダム ヴァルプルギスEVE』に登場（型式番号：MSZ-009H）。上記投稿イラストから大河原の画稿ではオミットされた部分も拾ってリファインされており、大河原版の両肩のバインダーとバックパック上下部に加えて胸部、腰部フロント・アーマー、膝部にも展開式のビーム砲を装備する。
ΖΖ系列のプロトタイプの改修機とされる。2人乗りであり、第一次ネオ・ジオン抗争終結時の残敵掃討の際にセイン・アマディオとレント・ナスカが搭乗し、ハイ・メガ・キャノンの一撃でビグロマイヤー1機を、その後ビーム砲の斉射などで多数の敵機を撃破する。

#### ファーヴニル
『機動戦士ガンダム ヴァルプルギス』に登場。
ヘッジホッグをベースに、「青のグリモア」を搭載している。全身にビーム砲を多数配する重装機体で、MA形態への変形が可能。当初は青のグリモアを封印し、その分の性能低下をおぎなう強化パーツを追加した状態（アーマー形態 (CHOBAM ARMOR)）で登場。この状態でも変形が可能であり、その外観も相まってギャプランと誤認される。
エゥーゴのグラナダ基地守備隊所属であるが、その実は主人公マシロ・オークスを利用してパプテマス・シロッコの復活を目論むAE社のレイモン・メキネスの配下であるアリーゼ・マテバが搭乗。レイモンの指示によりマシロと乗機のオーヴェロンを連れ去ろうとするが、オーヴェロンがジ・Oの残骸と共鳴した余波に巻き込まれ、本機も強制的に覚醒して強化パーツを排除し、暴走状態となり失敗に終わる。
その後暗礁宙域でふたたびオーヴェロンと交戦するが、アリーゼがマシロの説得を受けてエゥーゴの「ユーロン」に投降。本機はレイモン側に回収されるが、マシロがが別人格であるシャマールに乗っ取られ、オーヴェロンを奪い寝返ったことから、ユーロンは戦力拡充のためレイモンの母艦「フラワーガーデン」を拿捕して本機を奪還する「ホーネット・スティング作戦」を発動し成功する。最終決戦では、オーヴェロンと交戦するタイタニアIIへ向けて射程距離外からハイ・メガ・キャノンを発射し、決定打となるチャンスを作ることに貢献する。

### メガゼータ
長谷川裕一の漫画『機動戦士VS伝説巨神 逆襲のギガンティス』に登場（型式番号：MSZ-009M）。木星圏で運用される。
プロトタイプΖΖガンダムの改修機であり、出力は「ΖΖのゆうに2倍」とされる。アムロ・レイの部下のニュータイプたちでは扱いきれないと言われ、ジュドー・アーシタも操縦に苦労している。プロトタイプ同様、2機のメカ（Aメカ：Gソニック、Bメカ：Gアタッカー）による変形合体を行ない、Gソニックにはアムロ、Gアタッカーにはジュドーが搭乗している。合体後は1名でも操縦できる。
武装としてダブル・ビーム・ライフルがあるが、使用前に敵の攻撃で失っており、代わりにネオ・ジオンの機体のビーム・ライフルを拾って使用している。前腕部は「サイコミュ・ハンド」と呼ばれ、本体から切り離して無線での遠隔操作により、敵を貫くことやビーム・サーベルを遠隔使用することが可能となっている。
作中ではシャア・アズナブルのスザクと共同で戦い、巨神からミネバ・ザビを救出した上で撃退している。

#### ガンプ
長谷川裕一の漫画『機動戦士Vガンダム外伝』に登場。
木星ヘリウム輸送船団のリーダーである「木星じいさん」ことグレイ・ストークが搭乗する機体で、彼の発言によると60年間も使用している（宇宙世紀0153年時点）。「つぎはぎ」と評されており、たび重なる改修により左右非対称となった外観を持ち、ベース機は判別不能となっている。ただし、頭部の外装の下にはΖΖガンダムに酷似した頭部が隠されており、威力はかなり低下しているもののハイ・メガ・キャノンも使用可能であり、右前腕部甲にはダブル・ビーム・ライフルを装備する。なお、コクピットは全天周モニターではない。腰部フロント・アーマーに流用されたドーベン・ウルフのかかとの部品など、本来の用途とは異なる形で使われているパーツもある。
船団のコロニーを襲撃したザンスカール帝国軍との戦闘に参加し、出力の低下したハイ・メガ・キャノンを目くらましとして使用、敵機の影を映し出すことで勝利に貢献する。それと同時に限界が来ていた機体も爆発してしまうが、コクピット・ブロックは離脱に成功している。
のちに、時系列的には上記作品より以前の0136年を描いた漫画『機動戦士クロスボーン・ガンダム外伝 スカルハート』の一編「最終兵士」に脚部が健在の状態で登場し、木星帝国残党討伐に加わる。木星帝国残党のMS程度なら互角以上に渡り合える性能を留めているが、トビア・アロナクスのクロスボーン・ガンダムX1改・改（スカルハート）をかばい、右脚を破壊される。この右脚は『Vガンダム外伝』では義足のようなパーツになっており、この部分にマシンガンが組み込まれている。
漫画『機動戦士クロスボーン・ガンダム LOVE & PIECE』では、さらに以前の0103年に四肢が健在の状態で登場。腰部側面のアーマーも、ΖΖガンダムに似たものとなっている。破壊した連邦軍基地から脱出した子供たちの中から「生徒」として見込みのある少女を連れ去ろうとするディミアン・カラスのノーティラスと交戦。互角の戦いを繰り広げるが、ほかの子供たちが乗るスペース・ランチをかばって左腕を失う。この左腕は『Vガンダム外伝』や「最終兵士」では大型のペンチのようなマニピュレーターとなっている。なお、カラスの台詞の「でかくてじゃまなもの」に「ガンプ」とルビが振られている。
設定解説は『機動戦士Vガンダム外伝』が収録された単行本のうち、2012年発行の「機動戦士Vガンダム プロジェクト・エクソダス」に掲載されている。これによるとガンプはグリプス戦役時代の機体であり、頭部はΖΖガンダムに似ているものの、第一次ネオ・ジオン抗争で大破したΖΖガンダムそのものではありえないとし、同時期の試作機や系列機のパーツから持ち主が個人的なこだわりで再構成したものだろうと推測されている。なお、長谷川は前述のメガゼータがガンプになったと「思えば思える」と述べている。

## シータプラス
宇宙世紀0092年を舞台とする漫画『機動戦士ムーンガンダム』に登場。メカニックデザインは、漫画の作画担当である虎哉孝征。
θプロジェクトで開発された各系列機を統合し、プロジェクトの集大成として再設計された機体。パイロットは、ラサ司令部の意向で外郭部隊ロンド・ベルに配属された女性士官サフィラ・ガードナー中尉が務める。
ムーバブルフレーム構造を活用した換装機構によって、ZZ-GR以上の性能と整備性、および多様な任務に対応できる汎用性を実現している。系列機の特長である高火力も健在で、その戦力は一個中隊に匹敵する。バックパックのメインスラスターはθ系列中最大の推力を発生し、前進翼型のGフォートレス形態に変形することで、ウェイブライダー級の高機動性を発揮する。
頭部カメラ・アイはジム系列機のようなゴーグル状となっているが、顎を引いた状態ではゴーグルの左右が繋がった上半部が隠れ、しばしばツインアイのような見た目で作画される。作中ではシュランゲ隊と交戦し撃退させるも損傷・放置されるが、その後にムーンムーン離反者達によりジャンクパーツを流用し修復が試みられる。
武装
頭部バルカン砲
ほかの系列機と同位置に2門を内蔵。
ハイパー・メガ・カノン
従来モデルにビーム・スマートガンの機能を盛り込んだ改良型で、ディスク・レドームとの連動による命中精度の向上がなされている。Gフォートレス形態の機首を兼ねており、メガライダー的な運用も可能としている。
ビーム・キャノン
ディフェンサーユニットから流用された火器で、バックパック両側に計2門を装備。
マイクロミサイルランチャー
対Iフィールド搭載機用の実弾火器として、バックパックの上部左右に装備。AMA-13S ミサイルを片方につき21発内蔵する。

### コア・ファイター（シータプラスモデル）
シータプラスのコア・ブロックを構成する小型戦闘機。ΖΖガンダム用のコア・ファイターと同じバーティカル・イン・ザ・ボディ方式を採用しているが、垂直尾翼が双尾翼となり、各部に増加装甲が施されているといった変更点がある。ΖΖガンダムではAパーツとBパーツを牽引するために2機のコア・ファイターが必要だったが、シータプラスではバウの技術を流用した無線誘導方式が採用され、1機のコア・ファイターでパーツ単体（それぞれシータトップ、シータベースと呼ばれる）を遠隔操作することが可能となっている。ただし、ミノフスキー粒子の散布下では、長距離の通信に支障をきたすといった欠点もある。

## 量産型ΖΖガンダム
メカニックデザイン企画『M-MSV』に登場。初出は『SD CLUB』第9号。
ΖΖガンダムからコア・ブロック・システムや変形機構を排除し、生産性を高めた機体で、頭部カメラ・アイはジム系のバイザーが採用されている。全身に多数の高出力ビーム兵器やミサイルを装備しているため、量産前提のMSとしては破格の火力を備える。頭部ハイ・メガ・キャノンは2発のみ発射可能な簡易型で、それらビーム砲へのエネルギー供給を優先したためビーム・サーベルは小型化されている。オプションパーツとしてマイクロミサイルポッドとビーム・キャノンが一体となったオプションウェポンポッドが用意されており、肩部に装着して使用する。それら兵装群を稼動させるためには高出力のジェネレーターを搭載せざるを得ないためにコストの高騰は解消されず、試作機が4機製造されたにとどまり、計画は中止されている。塗装はオレンジと白を基調とする。
漫画『機動戦士ガンダム U.C.0094 アクロス・ザ・スカイ』では、マリアナ基地の「エリアX」にガンダムデルタカイとの機体性能比較用に配備され、デルタカイとともにジオン残党狩りにも参加している（パイロットは不明）。教導隊「レイヴン」によるデルタカイ強奪事件のあとは、フレスベルク隊のブレイア・リュード少尉が搭乗する。「デビルズ・ネスト」攻略戦でブレイアが偶発的にデルタカイに乗り換えた際には、デルタカイのパイロットである兄のイング・リュード少尉が搭乗している。バイザー内側にツイン・アイが確認でき、肩部のビーム・キャノンはビーム・サーベルとしても使用されている。胸部拡散メガ粒子砲のリミッターを外し、頭部簡易ハイ・メガ・キャノンと同時に最大出力で射撃することで、より大きなビームを形成している。しかしその過負荷で上半身がパイロットとともに吹き飛んでいる。

## その他のバリエーション

### DOUBLE ZETA（ジークフリート）
近藤和久の漫画『機動戦士ガンダム ジオンの再興』に登場（型式番号：SSMS-010ZZ）。ΖΖガンダム（大気圏内仕様）。単機城塞攻略用重MS。全長31mにも達する巨大MS。重爆撃機“Gフォートレス”に変形可能。

### ΖΖII
機体名は「ダブルゼータ・ツヴァイ」と読む（型式番号：MSZZ-000）。元々は雑誌Model Graphixの別冊『Gundam WARS II: Mission ΖΖ』の表紙用に小林誠が製作した1/48胸像モデルであり、小林誠独自の世界観に基づく機体である。
全高が40mを超える非可変機体であり、APC（兵員輸送機）としても使用可能である。大気圏内用であるが、装備の変更のみで宇宙でも運用可能。
2016年8月放送のテレビスペシャル『ガンダムビルドファイターズトライ アイランド・ウォーズ』では本機と同名のガンプラが登場するが、こちらはΖIIにΖΖガンダムの要素を追加させて発展させたものとなっており、読みも「ダブルゼッツー」となっている。

#### スーパーΖΖガンダム
小林誠の漫画『機動戦士ガンダム外伝 Gの伝説』に登場。小林自身の原型による「小林版ΖΖ」のガレージキットが基になっている。
全高が40mを超える非可変機体であり、専用の空中キャリアによって戦場へ移送される。核融合炉がミノフスキー・シールドされておらず、強力な放射線を撒き散らす「動く原子炉」であり、操縦は「耐放射能ニュータイプ」が行う。

### 武者ΖΖガンダム
「SD戦国伝」シリーズとは別に、宇宙世紀の世界観上で展開されたコミックボンボンのオリジナルストーリー『プロジェクトMUSHA』に登場（1989年4月号掲載）。
木星の宇宙海賊掃討を目的として始動した連邦軍の「プロジェクトMUSHA」機体群のひとつ。ΖΖガンダムをベースに開発された突撃型MSである。同プロジェクトのシリーズ中で唯一の可変機構を持ち、突撃形態に変形しての一撃離脱戦法を得意とする。その名が示すとおり、旧世紀の日本の鎧武者を模した外観が大きな特徴となっている。なお、この機体はプロトタイプと位置づけられており、さらに改良を加えたパーフェクト武者ΖΖガンダムが計画されていたといわれている。

### ガンダムトライゼータ
ゲーム『ガンダムトライエイジ BUILD MS』に登場。デザインは大河原邦男。
BUILD MS 4弾のトーナメント賞品として開発可能なIF設定の機体で、6弾でカード化された。ライオン顔型の胸部とスーパーロボット風の大剣が特徴。必殺技は胸部と両手から放つビームで相手の動きを止めて2本の剣を合わせた巨大な光剣で止めを刺す、超剣ミノフスキー・トライバースト。
BUILD MS IF設定では「ガンダムチームが地球上のジオン公国残党との戦闘でダメージを負った際、「ガンダム博士」と名乗る老人によってΖΖガンダムとΖガンダムのパーツが融合され、謎のパーツをセットされたことで誕生した」とされている。
ガンダムトライオン3
テレビアニメ『ガンダムビルドファイターズトライ』には、トライゼータをベースとしたガンプラ「ガンダムトライオン3」が登場している。製作者はサカイ・ミナト。

ガンダムドライオンIII
ゲーム『ガンダムトライエイジ BUILD MS』BUILD G3弾に登場。正式名称は「煌黒機動 ドライオンIII（こうこくきどう ドライオンドライ）」。チャレンジミッション「砕け！漆黒のトライオン」をクリアすると開発できるようになる。必殺技は、煌黒の超咆剣・ドライザン。
BUILD MS IF設定では「ティターンズ復活を目論む悪の科学者の手によって蘇ったサイボーグガンダム博士Mk-IIが、奪取されたトライオン3の設計図から完成させ、機体から発生する黒ミノフスキー力を用いて心に傷を受けた自分の息子を搭乗させて治療しようとしている」とされる。
一方、ミッションでは『ガンダムビルドファイターズトライ』と連動しており、パイロットはサカイ・ミナトである。のちにアニメ『ガンダムビルドファイターズ バトローグ』第2話にも登場した。

### ΖΖガンダム[海中型]
カードダス『ガンダムコンバット』に登場。
RX国コロニー所属の水陸両用MS。ΖΖガンダムの背部と脚部に水中用の推進装置などを装着した機体で、ダブル・ビーム・ライフルも独自の武装に変更されている。